# هواپیمایی کرواسی

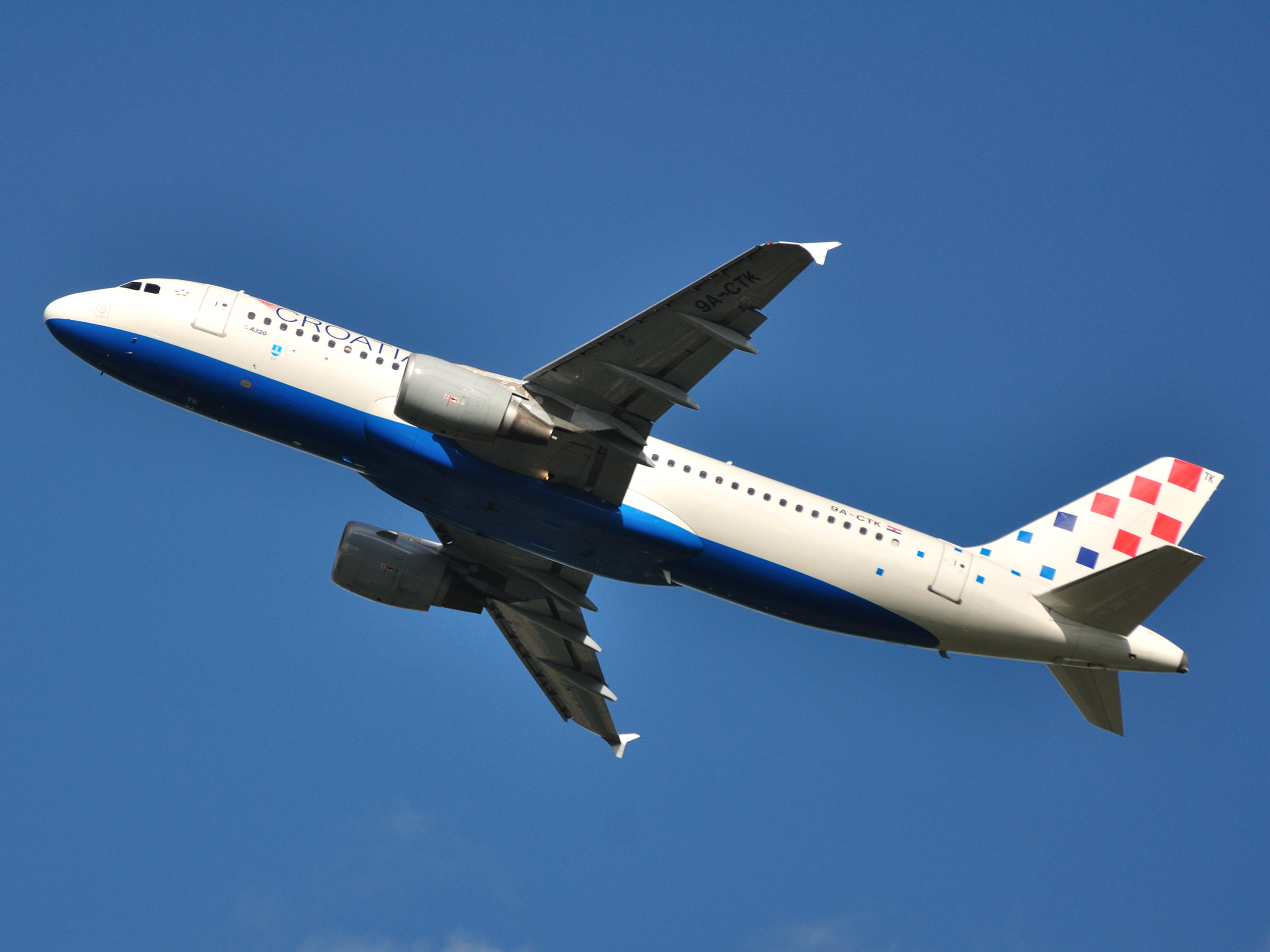
هواپیمای ایرباس ای۳۲۰ متعلق به هواپیمایی کرواسی

هواپیمایی کرواسی (به انگلیسی: Croatia Airlines) شرکت هواپیمایی حامل پرچم کرواسی است، که ریشه‌های تأسیس آن، به سال ۱۹۸۹ و راه‌اندازی شرکت هواپیمایی زاگرب بازمی‌گردد. در سال ۱۹۹۰ در پی تشکیل کشور کرواسی، این شرکت نیز به شرکت هواپیمایی کرواسی تغییر نام داد.
دفتر مرکزی این شرکت در شهر زاگرب، کرواسی قرار دارد و فرودگاه زاگرب، فرودگاه اسپلیت، فرودگاه دوبروونیک و فرودگاه زادر، قطب‌های این شرکت هواپیمایی به‌شمار می‌آیند. شرکت هواپیمایی کرواسی در حال حاضر در ناوگان هوایی خود، دارای ۱۲ فروند هواپیمای جت مسافربری می‌باشد و روزانه به ۲۷ مقصد اروپایی، پروازهای مستقیم دارد.